# شهرداری کراسلاوا
شهرداری کراسلاوا (به لاتین: Krāslava Municipality) یک شهرداری در لتونی است. شهرداری کراسلاوا ۲۰٬۲۱۷ نفر جمعیت دارد.